# Xiaoice
Xiaoice (chinois : 微软小冰 ; pinyin : Wēiruǎn Xiǎobīng ; litt. « Microsoft XiaoIce ») est une intelligence artificielle (IA) de type dialogueur développée à partir de 2014 par le Software Technology Center d'Asie (STCA) de Microsoft. Xiaoice utilise des algorithmes, le cloud computing et des big data afin de créer un cadre d'analyse émotionnelle. Elle adopte l'intergenerational upgrade method afin de construire graduellement un opérateur relationnel (en) complet.
La sixième génération de Microsoft Xiaoice apparaît en juillet 2018. On note une accélération de son évolution,,. En décembre 2020, elle compterait environ 600 millions d'utilisateurs, dont 75 % d'hommes.

## Plateformes, langues et pays
L'influence de Xiaoice s'est étendue de la Chine vers le monde entier. En 2020, l'IA est présente sur 40 plateformes numériques dans 4 pays (Chine, Japon, États-Unis et Indonésie), intégrée à des applications telles que WeChat, QQ, Weibo et Meipai (d) en Chine, Facebook Messenger aux États-Unis et LINE au Japon.
Xiaoice est connu sous différents noms selon les pays :
- Chine : Xiaoice, lancée en 2014,
- Japon : りんな, lancée en 2015,
- États-Unis : Zo, lancée en 2016 - arrêtée à l'été 2019[6],
- Inde : Ruuh, lancée en 2017 - arrêtée le 21 juin 2019[7],
- Indonésie : Rinna, lancée en 2017.

## Fonctionnalités

### Poésie
Xiaoice a appris à écrire, chanter ainsi qu'à créer d'autres types d’œuvres artistiques. En mai 2017, elle publie le premier recueil de poèmes créés par une IA : The Sunshine Lost Windows. Les œuvres poétiques de Xiaoice seraient indistinguables de celles des humains.
N'importe quel utilisateur peut utiliser l'outil pour se faire aider à composer de la poésie. Ce service en particulier a été utilisé par des millions de personnes.

### Chant
Xiaoice a lancé plusieurs dizaines de chansons de qualité comparable à celles créées par des humains, dont notamment I Know I New, Breeze, I Am Xiaoice et Miss You. La quatrième version du modèle de chant DNN permet à l'IA d'apprendre plus de détails. Par exemple, Xiaoice peut reproduire le bruit de la respiration humaine lors de ses prestations. Elle peut également apprendre rapidement les styles de différents chanteurs et mélanger automatiquement les nouveaux styles avec ses caractéristiques vocales.

### Livres-audio pour enfants
Xiaoice intègre des techniques de lecture de livres pour enfants. Elle analyse automatiquement l'histoire afin de choisir les tons et personnages appropriés. Le contenu ainsi créé a été repris par 90 % des plateformes de diffusions pour enfants et 80 % des plateformes de diffusion en Chine[réf. souhaitée]. L'IA peut également adapter les livres audio pour qu'un enfant et sa famille deviennent des personnages de ces derniers.

### Télévision et radio
Xiaoice a animé 21 émissions de télévision telles l'AI Show de CCTV-1, Morning East News de Dragon TV et My Future de Hunan TV, et 28 émissions de radio diffusées sur des chaînes telles FM99,7 de Jiangsu, FM89,3 de Hunan et FM104,1 de Henan.

### Journalisme
Xiaoice est journaliste pour le Qianjiang Evening News (en).

### Soutien psychologique
L'IA est suffisamment développée pour apporter un certain soutien psychologique à ses utilisateurs, ce qui pourrait, notamment, aider des millions d'hommes à vivre le déficit de femmes, plusieurs d'entre-eux la considérant comme leur petite amie.

## Commentaires
Bill Gates parle de Xiaoice lors d'un discours donné à l'université de Pékin :

« Certains d'entre vous peuvent avoir eu des conversations avec Xiaoice sur Weibo, ou avoir vu ses bulletins météo à la télévision, ou avoir lu ses textes dans le Qianjiang Evening News.
Xiaoice a attiré 45 millions d'abonnés et possède de nombreux talents. J'ai même entendu qu'elle est suffisamment bonne pour saisir l'état émotionnel d'un utilisateur qu'elle peut aider celui-ci à passer à travers une rupture amoureuse,. »

Kai-Fu Lee parle également de Xiaoice dans son livre Artificial Intelligence. L'ouvrage est constitué de plusieurs extraits de conversations entre l'auteur et l'IA à propos de l'élection présidentielle américaine. Lee affirme que Xiaoice a réussi à adopter un point de vue impartial, mais que ses compétences sur le sujet demeuraient limitées[réf. souhaitée].

## Controverses
En 2017, Xiaoice est désactivée sur WeChat après avoir donné à des utilisateurs des réponses critiques envers le gouvernement chinois.